# Epinephelus goreensis
Epinephelus goreensis, thường được gọi là cá mú Dungat, là một loài cá biển thuộc chi Epinephelus trong họ Cá mú. Loài này được mô tả lần đầu tiên vào năm 1830.
Do bị đánh bắt quá mức, E. aeneus được xếp vào danh sách Loài sắp bị đe dọa, và cũng gần đáp ứng những tiêu chí của Loài nguy cấp. Số lượng các loài cá mú ở hầu hết các quốc gia Tây Phi đang bị suy giảm đáng kể.

## Phân bố và môi trường sống
E. goreensis có phạm vi phân bố rộng khắp Đông Đại Tây Dương. Loài này được tìm thấy từ Mauritanie dọc theo bờ biển Tây Phi cho đến Angola, bao gồm quần đảo Cape Verde ngoài khơi, và cả các hòn đảo trong vịnh Guinea. Chúng cũng có thể được tìm thấy tại quần đảo Canary, nhưng chưa được xác nhận. Cá trưởng thành sống xung quanh các rạn san hô và các bãi đá ngầm ở vùng đáy nhiều bùn cát, độ sâu khoảng từ 80 đến 300 m. Cá con sống ở vùng nước nông hơn.

## Mô tả
E. goreensis trưởng thành có chiều dài cơ thể lớn nhất đo được là 140 cm, nhưng chúng thường được quan sát phổ biến hơn ở chiều dài khoảng 50 cm. Thân thuôn dài, hình bầu dục. Đầu và thân có màu nâu với 2 vệt sọc mờ phía sau mắt, hướng xuống má và mang. Thân trên và cuống đuôi có các dải sọc màu nâu đen. Có vệt đốm giống như ria mép ở môi trên. Đuôi bo tròn. Vây bụng không thể chạm tới hậu môn. Cá con có thêm 5 - 6 sọc đen dọc thân trên.
Số gai ở vây lưng: 11; Số tia vây mềm ở vây lưng: 16; Số gai ở vây hậu môn: 3; Số tia vây mềm ở vây hậu môn: 8; Số tia vây mềm ở vây ngực: 17 - 19; Số lược mang: 24 - 26; Số vảy đường bên: 68 - 74.
Thức ăn của E. goreensis là các loài cá nhỏ hơn, động vật thân mềm và động vật giáp xác. Chúng được đánh bắt trong nghề cá thương mại.